# Палац культури (Жовті Води)
Палац культури (Жовті Води) – комунальний заклад культури "Палац культури", розташований за адресою: Дніпропетровська область, Кам'янський район, м. Жовті Води, площа Миру, 4. Є пам'яткою архітектури та містобудування місцевого значення (охоронний номер 126).

## Історія будівництва
Будівництво Палацу культури у Жовтих Водах було розпочато у 1955 році за підтримки керівництва гірничо-збагачувального комбінату та завершено у 1957 році.  

### Архітектура
Палац  збудований у неокласичному стилі за проектом професора Олександрова А.М., заслуженого архітектора РСФСР, лауреата Державної премії СРСР.
За аналогічним проектом протягом 1957-1967 років були побудовані п’ять споруд.  При цьому проект Палацу у Жовтих Водах був доповнений ліпним оздобленням, кольоровим склом, малюнками на стелі Великої та Дзеркальної залів.
Центральна частина фасаду оформлена восьмиколонним портиком з фронтоном, бічні крила – пілястрами, колонами та карнизом.
Крім того будинок прикрашений статуєю молодої жінки з пальмовою гілкою, що символізує мир.
Перед будівлею встановлені монументальні ліхтарі.

### Розташування приміщень
На першому поверсі палацу розташовані два вестибюлі, гардероб, два холи та зала на 700 місць з партером, амфітеатром, ложами та балконом. Сцена облаштована оркестровою ямою.
На другому та третьому поверхах Палацу розміщені: бібліотека з читальним залом, кінотеатр, фотосалон, танцювальний та спортивний зали. Для занять художніх колективів та розміщення адміністрації облаштовані понад сто приміщень. Три зали Палацу (Велика, Мала та Дзеркальна) можуть одночасно вмістити півтори тисячі глядачів.

## Культурна діяльність
Станом на березень 2024 року у Палаці діють 23 клубні формування серед яких:
- циркова студія "Юність";

- зразковий танцювальний колектив "Світанок";

- хореографічний колектив сучасного танцю "Delight" ;

- танцювальний колектив "Adidance";

- танцювальний колектив "Dance Studio 145";

- театр цікавих людей "Фенікс";

- народний хор "Веселка"[8].